# Stade de la Tuilière
Stade de la Tuilière – stadion piłkarski w Lozannie, w Szwajcarii. Został otwarty w listopadzie 2020 roku. Może pomieścić 12 544 widzów. Swoje spotkania rozgrywają na nim piłkarze klubu FC Lausanne-Sport.
Koncepcję architektoniczną stadionu wybrano w 2014 roku, a prace budowlane ruszyły w roku 2017. 13 listopada 2020 roku na nowej arenie rozegrany został pierwszy mecz gospodarzy, klubu FC Lausanne-Sport (przed otwarciem nowego obiektu występującym na Stade Olympique de la Pontaise), który pokonał w sparingu drużynę Neuchâtel Xamax 3:0. Pierwszy mecz ligowy na Stade de la Tuilière odbył się natomiast 29 listopada 2020 roku (FC Lausanne-Sport – BSC Young Boys 0:3). Obydwa spotkania, z powodu obostrzeń związanych z trwającą pandemią COVID-19, odbyły się bez udziału publiczności. Koszt budowy obiektu wyniósł 165,4 mln CHF.
Stadion powstał na planie prostokąta i posiada typowo piłkarski układ, z trybunami usytuowanymi tuż za liniami końcowymi boiska. Pojemność obiektu wynosi 12 544 widzów, z czego 11 950 miejsc jest siedzących. Trybuny otaczają boisko ze wszystkich stron i są w pełni zadaszone. Trybuna główna, która mieści m.in. szatnie, loże prasowe, loże dla VIP-ów, recepcję i restaurację, znajduje się po stronie zachodniej. Elewacja trybuny głównej pokryta jest szklaną fasadą, z pozostałych stron na zewnątrz wyeksponowane są spody betonowych trybun. Charakterystycznym elementem wyglądu zewnętrznego stadionu są ścięte narożniki. Obiekt wybudowany został w pobliżu lotniska Lozanna-La Blecherette, około kilometr na północ od starego Stade Olympique de la Pontaise. Obok stadionu utworzono także ośrodek treningowy z dziewięcioma boiskami.